# Richard Bolz
Richard Bolz (* 19. April 1947 in Bellheim/Pfalz) ist ein Brigadegeneral a. D. des Heeres der Bundeswehr und war zuletzt Kommandeur der Heeresfliegerwaffenschule und General der Heeresfliegertruppe. 

## Leben
Bolz trat am 3. Juli 1967 als Zeitsoldat bei den Gebirgsjägern in Mittenwald in die Bundeswehr ein. Nach Abschluss der Offizierausbildung wurde er 1970 zur fliegerischen Ausbildung in die USA kommandiert. Zurück in Deutschland wurde Bolz 1972 Schwarmführer beim Heeresfliegerregiment 10 in Celle. Daran schloss sich eine Verwendung als S3-Offizier im Stab des Heeresfliegerkommando 1 in Münster an. Im Jahr 1978 wurde er nach Mendig versetzt und übernahm den Dienstposten des Staffelkapitäns der Stabs-/Versorgungsstaffel im Heeresfliegerregiment 35 in Mendig.
Bereits 1979 wurde Bolz nach Hamburg zur Führungsakademie der Bundeswehr versetzt und nahm dort am 22. Generalstabslehrgang des Heeres teil. Nach Abschluss dieses Lehrganges 1981 führte ihn sein Weg nach Calw zur Luftlandebrigade 25, wo er als G4-Stabsoffizier eingesetzt wurde. Im Jahr 1983 schloss sich ein weiterer Lehrgang im Ausland an, diesmal die einjährige italienische Generalstabsausbildung in Rom. Anschließend wurde Bolz Leiter der G3-Abteilung im Stab der Panzergrenadierbrigade 4 in Göttingen und 1986 S3-Stabsoffizier und stellvertretender Regimentskommandeur beim Heeresfliegerregiment 25 im schwäbischen Laupheim.
Im Jahr 1989 wurde Bolz erneut versetzt und wurde Referent für Flugbetrieb im Führungsstab des Heeres beim Bundesministerium der Verteidigung in Bonn. An diese Verwendung schloss sich 1991 ein weiterer Aufenthalt im Ausland an, diesmal in Oslo/Norwegen, als er den Dienstposten als Leiter G3 Operationen beim Hauptquartier AFNORTH übernahm. Danach kehrte er nach Celle zurück, wo ihm 1993 das Kommando über das Heeresfliegerregiment 16 übertragen wurde, bevor er 1997 Chef des Stabes beim Wehrbereichskommando 6 / 1. Gebirgsdivision in München wurde. Im Anschluss daran folgte 2000 eine weitere Verwendung im Führungsstab des Heeres auf der Bonner Hardthöhe, diesmal als Leiter des Referats II 1. 2002 wurde er erneut versetzt und erhielt als Kommandeur der Heeresfliegerbrigade 3 in Mendig erneut ein Truppenkommando.
Am 12. März 2004 übernahm Bolz als Oberst Amt und Kommando als Kommandeur der Heeresfliegerwaffenschule und General der Heeresfliegertruppe von seinem Vorgänger Brigadegeneral Bernhard Granz. Während dieser Verwendung wurde er zum Brigadegeneral ernannt. Bolz hat am 30. April 2009 diesen Dienstposten an seinen Nachfolger Reinhard Wolski übergeben und ist gleichzeitig in den Ruhestand getreten.

## Sonstiges
Bolz ist seit 1975 verheiratet und Vater zweier Töchter.